# Monasterace Marina
Monasterace Marina è una frazione del comune di Monasterace, in provincia di Reggio Calabria, situata lungo la Strada Statale 106 tra la frazione monasteracese di Campomarzio a nord e la località Caldarella di Stilo a sud. La frazione è collegata al comune di Monasterace attraverso la strada provinciale 97, da cui dista 3,12 km.

## Storia
Nell'area insiste l'antica città magnogreca di Kaulon fondata nell'VIII secolo A.C., dal 205 A.C. finisce sotto il dominio di Roma. All'epoca la linea costiera era spostata in avanti di oltre 350 metri e da indagini subacquee avvenute negli anni '80 sarebbe stata individuata l'area in cui sorgeva il Coynthum Promontorium citato nelle fonti greche.
All'epoca di Strabone tar il 60 A.C. e il 24 d.c. la città sarebbe risultata abbandonata. 
Sempre nel periodo romano sarebbe stata presente la statio di Stilida
Nel VI secolo D.C. viene edificata una chiesa dedicata a San Marco nell'attuale contrada San Marco, nei pressi dell'attuale area degli scavi archeologici.
Ha avuto un notevole sviluppo a partire dagli anni '70 del secolo scorso. Da allora si popola annualmente di turisti nella stagione estiva, in particolare nel mese di agosto per le sue connotazioni turistiche ambientali e storiche, si trova infatti nel territorio di Monasterace Marina il parco archeologico di Kaulon.

## Geografia fisica
Si trova posizionata lungo la costa jonica nei pressi del promontorio di punta Stilo, in cui si trova il faro di Punta Stilo.

## Architetture religiose

Chiesa di San Giuseppe Lavoratore

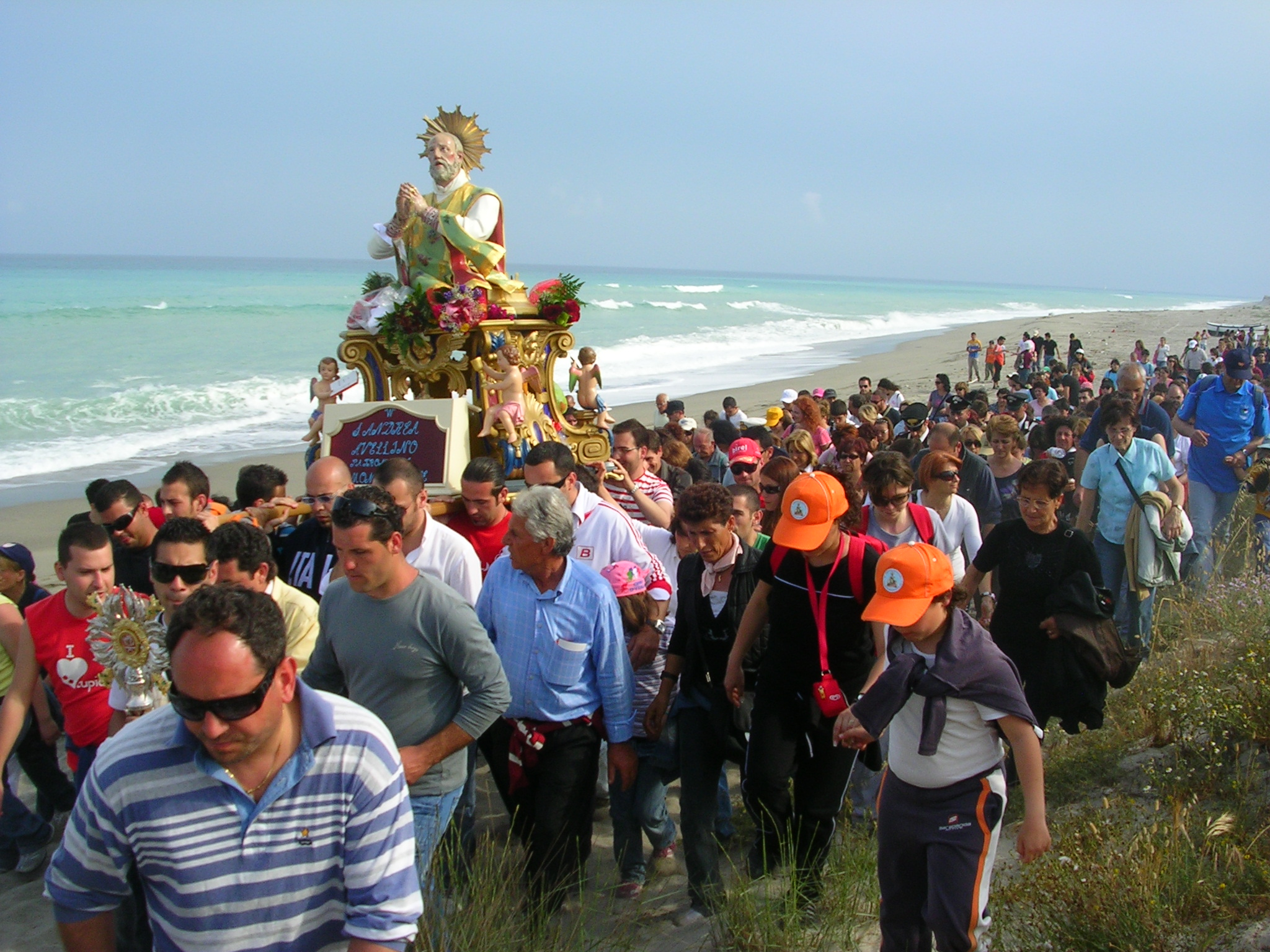
Festa di sant'Andrea: U territoriu

- Chiesa di San Giuseppe Lavoratore

## Eventi
- 12 maggio: festa di sant'Andrea Avellino, processione per le vie del paese. (Monasterace Superiore). Ogni 3 anni si svolge il "territorio", che consiste nel portare la statua del santo a spalla per tutto il territorio di Monasterace.
- Ultima domenica del mese di giugno, festa di Maria S.S. di Porto salvo, con processione per le vie della marina e in mare. Storica fiera e spettacolo pirotecnico.

## Infrastrutture e trasporti
Nella frazione si trova la stazione di Monasterace. Dalla statale 106 parte la SP9, ex Strada Statale 110 di Monte Cucco e Monte Pecoraro, che attraversando le serre Calabre si congiunge con la costa tirrenica.
Nei pressi della Stazione, lungo la strada Statale 106 fanno servizio gli autobus dell'azienda Autolinee Federico che conducono fino a Reggio Calabria, a Catanzaro e all'Aeroporto di Lamezia Terme.

## Economia

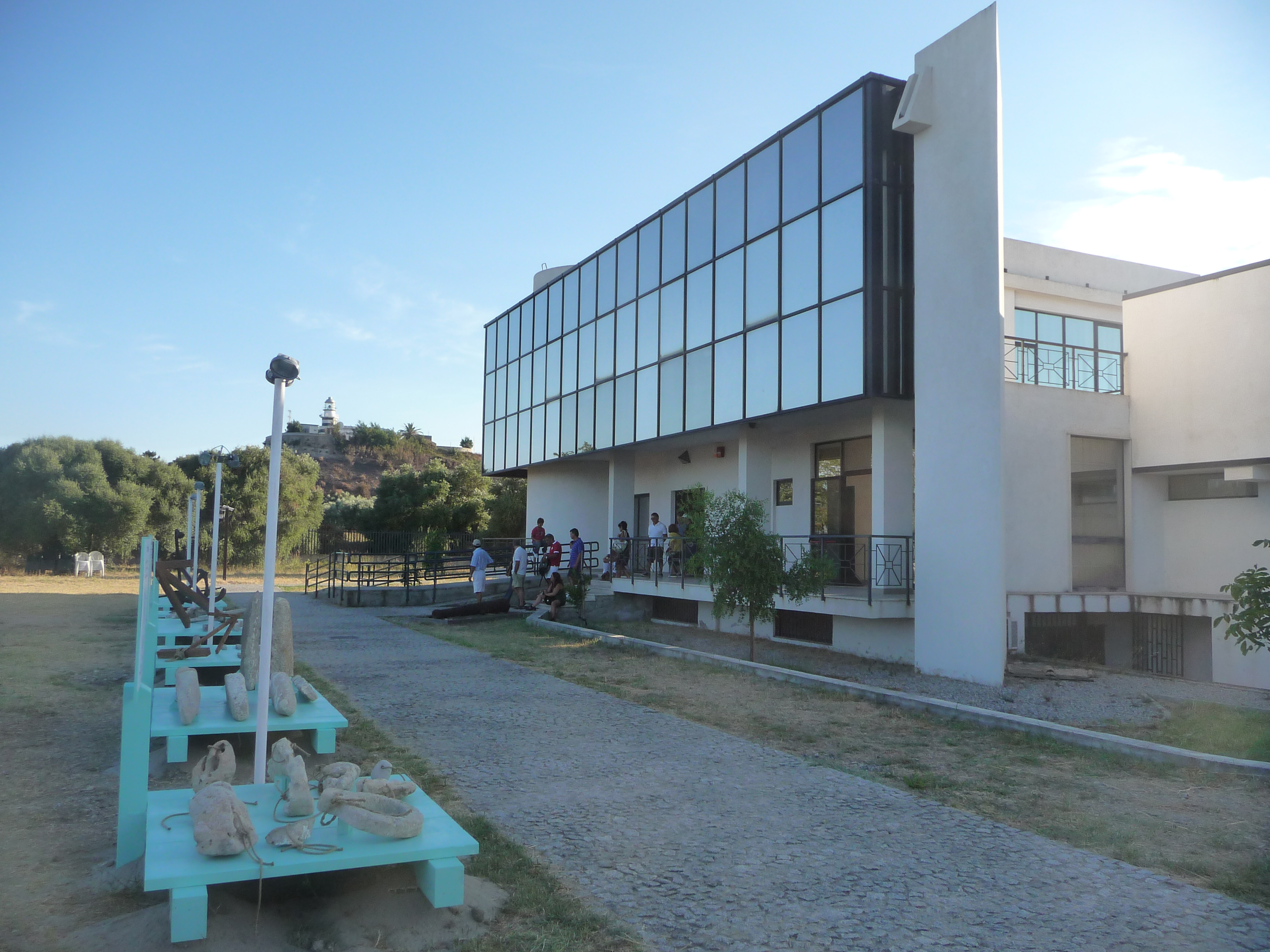
Museo di Monasterace

A livello turistico è sede di diversi lidi balneari, del Museo di Monasterace, in cui si trovano alcuni reperti del sito archeologico magno-greco di Kaulon, ubicato in zona punta Stilo.